# 选择明文攻击
在密码学或密码分析中，选择明文攻击指的是一种攻击模式。攻击者拥有加密机的访问权限，可构造所选一定数量的明文所对应的密文。

## 概述
在这种攻击模式中，攻击者可以事先任意选择一定数量的明文，让被攻击的加密算法加密，并得到相应的密文。攻击者的目标是通过这一过程获得关于加密算法的一些信息，以利于攻击者在将来更有效的破解由同样加密算法（以及相关密钥）加密的信息。在最坏情况下，攻击者可以直接获得解密用的钥匙。
这种攻击模式初看起来并不现实，因为很难想像攻击者可以选择任意的信息并要求加密系统进行加密。不过，在公钥密码学中，这就是一个很现实的模式。这是因为公钥密码方案中，加密用的钥匙是公开的，这样攻击者就可以直接用它来加密任意的信息。